# Dimos Ithaca
Dimos Ithaca (Ithaca) är en kommun i Grekland.   Den ligger i prefekturen Nomós Kefallinías och regionen Joniska öarna, i den sydvästra delen av landet, 260 km väster om huvudstaden Aten. Antalet invånare är 3 212.